# Goodyera condensata
Goodyera condensata là một loài thực vật có hoa trong họ Lan. Loài này được Ormerod & J.J.Wood mô tả khoa học đầu tiên năm 2001.